# Théorème de Skolem-Noether
En théorie des anneaux, une branche des mathématiques, le théorème de Skolem–Noether caractérise les automorphismes des anneaux simples. C'est un résultat fondamental de la théorie des algèbres centrales simples.
Le théorème a été d'abord publié par Thoralf Skolem en 1927 dans son article Zur Theorie der assoziativen Zahlensysteme (allemand : Sur la théorie des systèmes de nombres associatifs) et redécouvert indépendamment par Emmy Noether.

## Énoncé
Dans sa formulation générale, soient A et B des anneaux simples et soit k le centre de B. Remarquons que k est un corps puisque, pour x élément non nul de k, la simplicité de B entraîne que l'idéal bilatère Bx, qui n'est pas réduit à {0}, est B tout entier, si bien que x est une unité. Supposons de plus que la dimension de B sur k est finie, c'est-à-dire que B est une algèbre centrale simple. Alors, étant donné deux morphismes de k-algèbres
f, g : A → B,
il existe une unité b dans B telle que pour tout a dans A,
g(a) = b · f(a) · b−1.
En particulier, tout automorphisme d'une k-algèbre centrale simple est intérieur,.

## Preuve
Supposons d'abord que {\displaystyle B=\operatorname {M} _{n}(k)=\operatorname {End} _{k}(k^{n})}. Alors, f et g définissent des actions de A sur {\displaystyle k^{n}} ; soit {\displaystyle V_{f},V_{g}} les A-modules ainsi obtenus. Puisqu'ils ont la même dimension, il existe un isomorphisme d'espaces vectoriels {\displaystyle b:V_{g}\to V_{f}}. Mais un tel b est nécessairement un élément de {\displaystyle \operatorname {M} _{n}(k)=B}. Pour le cas général, remarquons que {\displaystyle B\otimes B^{\text{op}}} est une algèbre de matrices et donc, par la première partie de la preuve, cette algèbre contient un élément b tel que
{\displaystyle (f\otimes 1)(a\otimes z)=b(g\otimes 1)(a\otimes z)b^{-1}}
pour tous {\displaystyle a\in A} et {\displaystyle z\in B^{\text{op}}}. En prenant {\displaystyle a=1}, on trouve
{\displaystyle 1\otimes z=b(1\otimes z)b^{-1}}
pour tout z. En d'autres termes, b appartient à {\displaystyle Z_{B\otimes B^{\text{op}}}(k\otimes B^{\text{op}})=B\otimes k} et l'on peut donc écrire {\displaystyle b=b'\otimes 1}. En prenant cette fois {\displaystyle z=1}, on trouve
{\displaystyle f(a)=b'g(a){b'^{-1}}},
comme on le souhaitait.